# Yūko Mita
Pour les articles homonymes, voir Mita.
Yūko Mita (三田 ゆう子, Mita Yūko), née Yūko Iguchi (井口 友子, Iguchi Yūko) le 14 août 1954 à Setagaya, est une seiyū. Elle travaille pour Aoni Production.

## Rôles notables

### Film d'animation
- Dragon Ball Z : Baddack contre Freezer : Sélipa
- Gu-Gu Ganmo : Linda Skylark
- High school! Kimengumi : Ippei Kawa
- Urusei Yatsura : Benten
- Maison Ikkoku : Akemi Roppongi